# Baudouin III de Hainaut
Pour les articles homonymes, voir Baudouin III.
Baudouin III, né en 1088, mort en 1120, est comte de Hainaut de 1098 à 1120. Il est fils de Baudouin II, comte de Hainaut, et d'Ide de Louvain.
Son mariage lui apporte l'espoir d'une aide pour conquérir la Flandre, comté dont son père a été dépossédé par Robert le Frison. Il se forme une coalition autour de l'empereur Henri V contre Robert II de Jérusalem, le nouveau comte de Flandre. Ils l'attaquent en 1105, mais sont vaincus, et Baudouin doit lui abandonner Cambrai (1110). Après la mort de Baudouin VII à la Hache, Baudouin entre dans une coalition contre son successeur Charles de Danemark, mais qui n'a pas plus de succès que la précédente. Il meurt peu après des suites d'une chasse.

## Mariage et enfants
Il épouse en 1107 Yolande de Gueldre, fille de Gérard Ier Flaminius, comte de Gueldre et de Wassenberg. Ils ont :
- Baudouin IV le Bâtisseur (1108 † 1171), comte de Hainaut ;
- Gérard († 1166), comte de Dale ;
- Gertrude, mariée à Roger III de Tosny († 1162) ;
- Richilde, mariée à Thierry d'Avesnes († 1106), puis à Evrard II Radoul († 1160), burgrave de Doornic (Tournai).

## Source
- J-J. de Smet, « Baudouin III », Académie royale de Belgique, Biographie nationale, vol. 1, Bruxelles, 1866 [détail des éditions], p. 808.
- Baudouin III sur le site de la Foundation for Medieval Genealogy.